# CL 9
La CL 9 è stata una azienda statunitense, nota per aver messo in commercio nel 1987 il CL 9 CORE, il primo telecomando universale programmabile.
È stato avviato da Steve Wozniak, co-fondatore di Apple Inc. e progettista dei personal computer Apple I e Apple II. CL 9 è stato in attività per tre anni, dal 1985 al 1988, lanciando il telecomando CL 9 CORE nel 1987.

## Storia
Wozniak lavorava presso Apple Computer come ingegnere Apple II. Gli piaceva il suo lavoro, ma credeva di non dare un contributo prezioso a causa del suo ruolo di portavoce di Apple e perché era diventata una grande azienda. Allo stesso tempo, Wozniak aveva a casa una sala audiovisiva all'avanguardia nelle montagne di Santa Cruz, composta da una miriade di dispositivi, ognuno di diversi produttori e con un telecomando unico. La frustrante complessità lo ha ispirato a inventare quello che è noto come un telecomando universale. Ha interessato alcuni amici e ha avviato una nuova società per costruire il dispositivo.
Wozniak ha deciso di lasciare Apple per perseguire la sua nuova avventura. Ha detto della decisione di andarsene ad un manager, Wayne Rosing,  ma non all'amico e co-fondatore di Apple, Steve Jobs il quale seppe della notizia da un articolo del Wall Street Journal. Quando Wozniak ha parlato con il giornalista, è stato molto diretto sul fatto che non se ne stava andando perché era scontento di Apple, ma che era entusiasta di costruire questo telecomando. Il giornalista ha tuttavia incluso alcune delle critiche di Wozniak ad Apple, che hanno creato discordia. Wozniak dice che "è stato un incidente, ma è stato ripreso da ogni libro e da ogni pezzo di storia [da allora]". Wozniak ha lasciato Apple ma è rimasto un dipendente retribuito a tempo indeterminato, anche se afferma di essere pagato meno di un dipendente Apple a tempo pieno.